# フォルトゥナート・ケッレリ
フォルトゥナート・ケッレリ（Fortunato Chelleri, 1690年 - 1757年12月11日）は、イタリアの作曲家。

## 生涯
パルマ出身。両親の死後、ピアチェンツァの音楽家であった叔父のフランチェスコ・マリア・バッツァーニから音楽教育を受けた。1708年からオペラの作曲を始め、フィレンツェのアンナ・マリーア・ルイーザ・デ・メディチをはじめとして、バルセロナやヴェネツィアの貴族に仕えた。1722年よりバンベルクとヴュルツブルクの領主司教ヨハン・フィリップ・フランツ・フォン・シェーンボルンの宮廷の宮廷楽長に就任した。1725年に領主司教が死去すると、ヘッセン＝カッセル方伯カールの宮廷の宮廷楽長となった。1732年から1734年までカールの子で、スウェーデン王となっていたフレドリク1世のストックホルムの宮廷楽団で活動した。その後ヘッセン＝カッセルに戻り、フレドリク1世の弟のヴィルヘルム8世の宮廷楽団に死去するまで仕えた。
イタリア時代には主にオペラを作曲していたが、ドイツとスウェーデンではオラトリオなどの宗教音楽や『弦楽と通奏低音のためのシンフォニア変ロ長調』などの器楽曲を残している。